# تفنگ ایرسافت

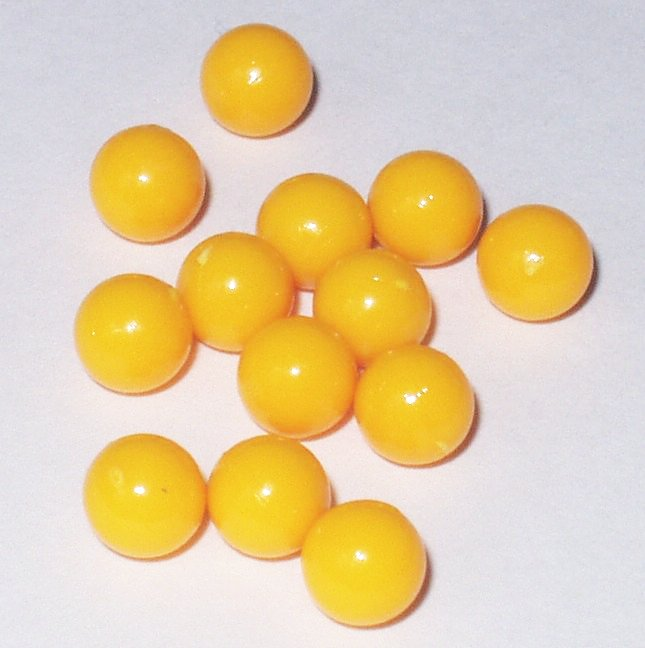
گلوله‌های ایرسافت

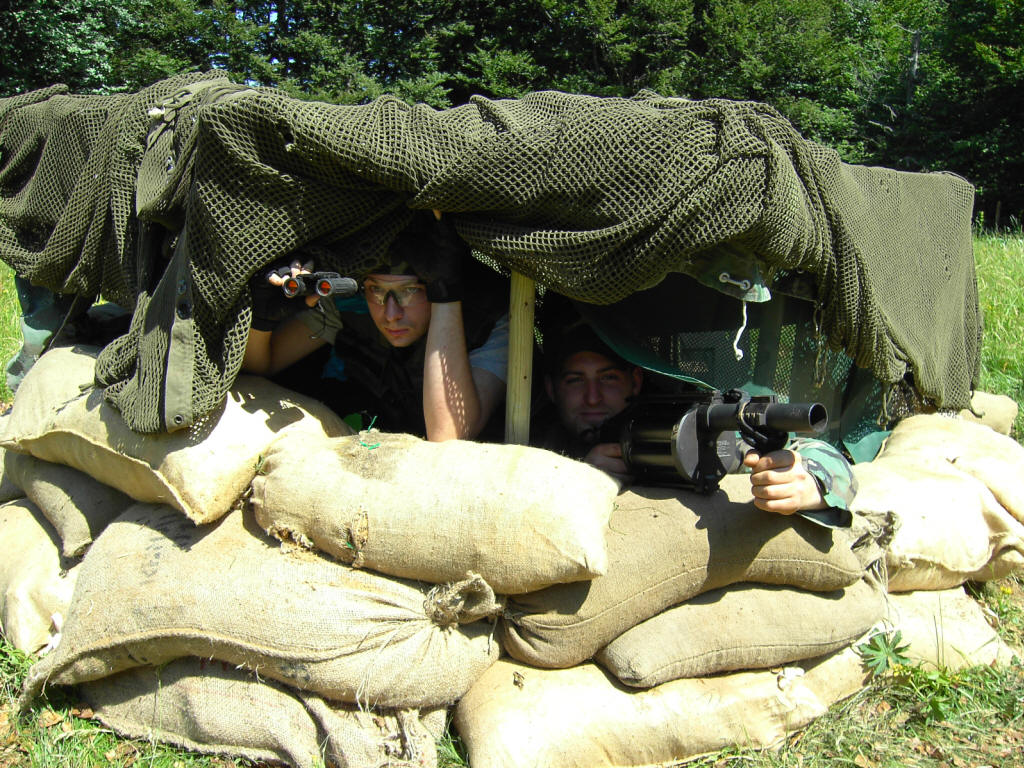
یک سنگر در بازی ایرسافت

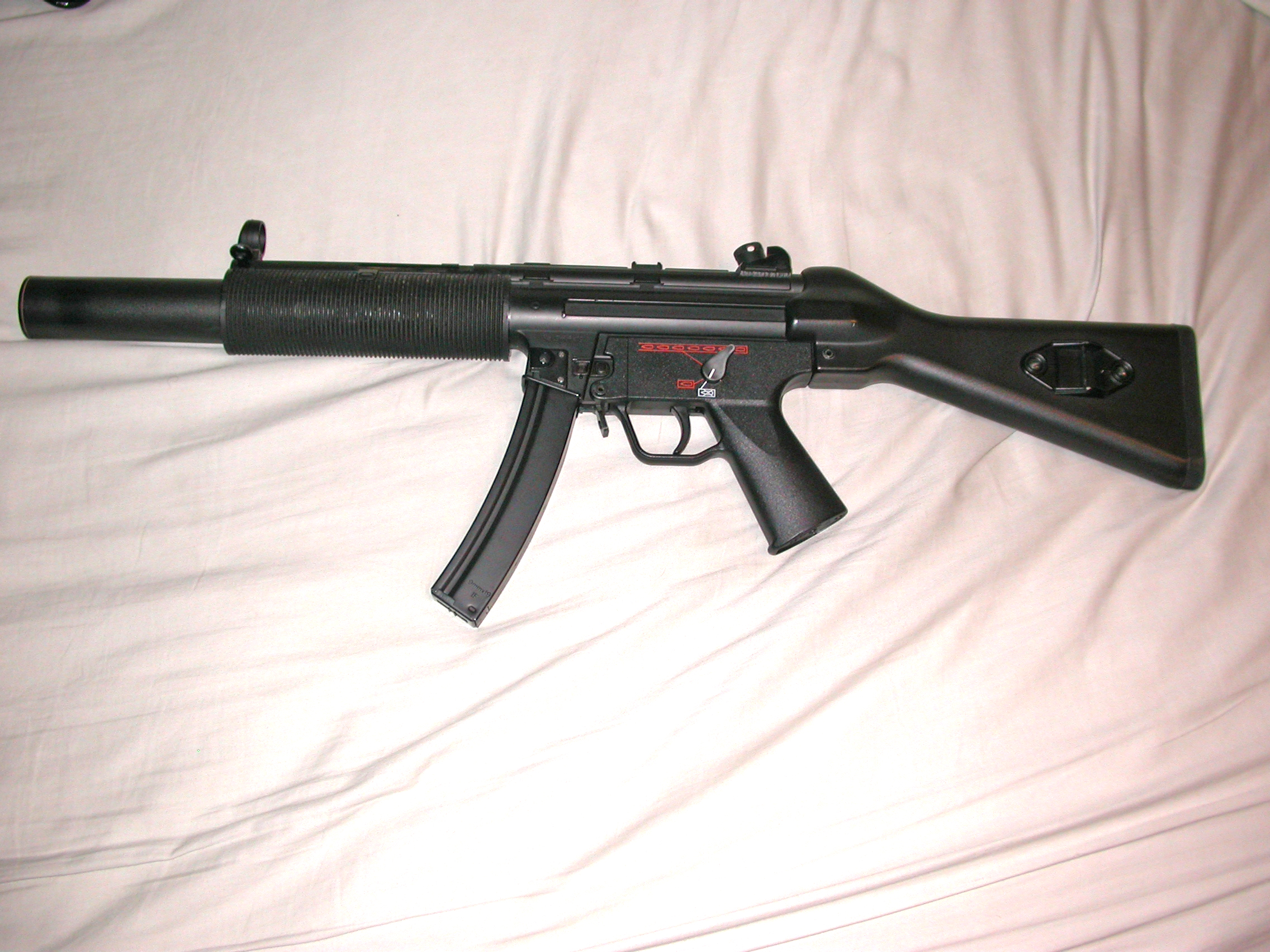
یک نمونه ام‌پی۵ ایرسافت

تفنگ ایرسافت نوعی اسلحه بادی است که گلوله‌های پلاستیکی شلیک می‌کند. این سلاح‌ها که ممکن است به شکل پیستول، ششلول و تفنگ و نیز فلزی یا پلاستیکی باشند، نمونه بدلی سلاح‌های آتشین واقعی هستند.

## گلوله‌های ایرسافت
گلوله‌های ایرسافت از جنس پلاستیک و معمولاً به قطر ۶ میلی‌متر هستند هرچند که در برخی نمونه‌های کمتر مورد استفاده از اندازه ۳ تا ۸ میلی‌متر نیز استفاده می‌شود. این گلوله‌ها با توجه به چگالی پلاستیک به کار رفته در آن‌ها دارای وزن‌های متفاوتی هستند. گلوله‌ها در بازه ۰٫۱۱ تا ۰٫۴۰ گرم وجود دارند و استفاده از گلوله‌های ۰٫۲۰ گرمی از همه متداول‌تر است. وزن گلوله بایستی با قدرت اسلحه متناسب باشد و معمولاً با افزایش وزن گلوله، برد آن کاهش ولی دقت نشانه‌گیری افزایش می‌یابد. استفاده از گلوله‌های بی‌کیفیت، معیوب و مکرراً استفاده شده دقت نشانه‌گیری را کم می‌کند و ممکن است حتی به اسلحه نیز آسیب وارد کند. گلوله‌های پینت‌بال نیز نوع خاصی از این گلوله‌ها هستند. گاهی به این گلوله‌ها BB (Ball Bullet) گفته می‌شود که نباید با تفنگ‌های BB که گلوله‌های فلزی شلیک می‌کنند اشتباه شود.

## انواع ایرسافت
ساده‌ترین و ارزان قیمت‌ترین نوع، ایرسافت فنری است که عملکرد آن شبیه تفنگ بادی می‌باشد و فنر آن با نیروی انسان فشرده می‌شود. قدرت فنر و در پی آن قدرت و دقت سلاح به مرور زمان کاهش می‌یابد.
ایرسافت‌های گازی نوع دیگری از ایرسافت هستند. در این تفنگ‌ها مخزنی وجود دارد که با کپسول ویژه از گاز کربن دی اکسید یا گاز سبز مخصوص پر می‌شوند و با نیروی گاز فشرده گلوله‌ها را شلیک می‌کنند. این ایرسافت‌ها نسبتاً گران‌قیمت هستند ولی عمر آن‌ها طولانی است. اسلحه توسط افراد عادی قابل باز شدن و تعمیر است و قطعات آن نیز در بازار وجود دارد.
ایرسافت‌های برقی، با نیروی باتری فنر خود را جمع می‌کنند. برخی انواع آن می‌توانند مانند مسلسل شلیک کنند. گرانقیمت هستند و طول عمر آن‌ها از سلاح‌های گازی کمتر و تعمیر آن‌ها نیز تخصصی‌تر است.

## قانون استفاده از ایرسافت
هرچند که ایرسافت نمی‌تواند برای آسیب رساندن مورد استفاده قرار گیرد اما شباهت ظاهری برخی از انواع آن به سلاح‌های واقعی موجب شده که کشورهای مختلف قوانین متفاوتی در مورد آن داشته باشند.
در بیشتر کشورهای اروپایی (به غیر از انگلستان) خرید و فروش و در اختیار داشتن ایرسافت آزاد است هر چند برخی کشورها قوانین محدودکننده‌ای مانند محدودیت سنی ۱۸ سال یا عدم نمایش و تظاهر آن در مکان‌های عمومی را اضافه کرده‌اند. در انگلستان داشتن هر نوع اسلحه غیرواقعی فقط برای مقاصد خاصی مانند نگهداری در موزه و نمایشگاه یا تهیه برنامه‌های سینمایی و تلویزیونی مجاز است.
در کشورهای آمریکای جنوبی استفاده از ایرسافت بسیار رایج است هر چند برخی از این کشورها هنوز قانون مشخصی در مورد آزاد بودن آن ندارند. در استرالیا، کانادا، چین، مالزی و سنگاپور ایرسافت ممنوع است.
در آمریکا ایرسافت با شرایط ویژه‌ای آزاد است و در رده سلاح‌های گرم قرار نمی‌گیرد. خریدار باید ۱۸ سال سن داشته باشد و نشان نارنجی رنگی بایستی بر نوک لوله اسلحه نصب شده باشد که نماد غیرواقعی بودن اسلحه است. اگر کسی خارج از این شرایط و در مکان‌های عمومی از ایرسافت (یا هر اسلحه تقلبی دیگری) استفاده کند (مثلاً بدون نشان نارنجی و برای سرقت)، آنگاه قانوناً استفاده از ایرسافت در حکم استفاده از سلاح گرم خواهد بود. در آمریکا همچنین استفاده از برندهای تجاری (مانند کلت، برتا و …) برای سلاح‌های غیرواقعی ممنوع است.

## بازی ایرسافت
این بازی یک فعالیت دسته جمعی است که در آن بازیکنان با لباس نظامی (و در عین حال ایمنی) در شرایطی مشابه جنگ یا فعالیت‌های پلیسی مقابل یکدیگر قرار می‌گیرند. در این فعالیت از اسلحه‌های ایرسافت استفاده می‌شود و از انواع بدلی نارنجک، مین و … نیز استفاده می‌شود.

## موارد ایمنی
این سلاح‌ها برای کشتن و آسیب رساندن طراحی نشده‌اند ولی اصلی‌ترین قانون ایرسافت عدم نشانه‌گیری هیچ انسان یا حیوانی است. هنگام کار و خصوصاً بازی باید از لباس و عینک مناسب استفاده کرد. گلوله‌ها باسرعت حدود ۱۰۰ متر بر ثانیه از سلاح خارج می‌شوند و برخورد آن‌ها (و حتی بازگشتشان چون گلوله‌های پلاستیکی خاصیت ارتجاعی زیادی دارند) می‌تواند موجب جراحت شود. برخورد این گلوله با سرعت ۹۰ متر در ثانیه می‌تواند پوست را سوراخ کند و موجب خون‌ریزی شود، هر چند که قدرت آن‌ها برای نفوذ در گوشت بدن کافی نیست.
ایرسافت نمی‌تواند در شکار (حتی شکار حیوانات کوچک) مورد استفاده قرار گیرد چون بر خلاف سلاح‌های معمولی نمی‌تواند در بدن حیوان نفوذ کند و آن را فوراً بکشد و تنها با زخمی کردن او، درد و رنج بسیاری را بر او تحمیل می‌کند. برغم شباهت ظاهری کاربرد اسلحه‌های ایرسافت با اسلحه‌های بی‌بی (که گلوله‌های مشابه ولی فلزی شلیک می‌کنند) متفاوت است و سلاح‌های بی‌بی ممکن است موجب جراحت‌های شدید شوند.